# Imperial Glory
Imperial Glory — компьютерная игра. Глобальная пошаговая историческая стратегия. Издана Pyro Studios и выпущена Eidos в мае 2005 года.
Imperial Glory переносит игроков во времена Наполеона между 1789 и 1830 годами, и позволяет игроку встать во главе одной из самых мощных империй того времени — Великобритании, Франции, Австрии, России или Пруссии, и принять участие в войнах Европы, Северной Африки и Ближнего Востока. При этом в самой игре есть два режима игры — пошаговый (управление своей страной) и real-time (трёхмерные сухопутные и морские сражения). Игра очень похожа на серию игр Total War.

## Армия
Основные единицы армии, доступные для игрока, не зависят от нации, которой управляет игрок (несмотря на их различные названия). Чтобы приобрести специфические войска, например, стрелков на верблюдах, игрок должен захватить соответствующие территории. Войска делятся на артиллерию, конницу и пехоту.
Пехота в Imperial Glory состоит из ополчения, линейной пехоты, гренадеров, стрелков и элитной гвардии игрока. Конница состоит из драгунов, гусар, пикинёров и улан, артиллерия — в основном из гаубиц и 6-фунтовых пушек. Также есть оригинальные войска: польские пикинёры (элитная конница третьей эры) и египетские мамелюки, равные по силе польским пикинёрам, но больше похожие на гусар.
В фазе кампании армии расположены в виде фигурок на карте, во главе отряда стоит капитан, полковник или  генерал, а при особых заслугах на поле боя - фельдмаршал. Каждый может командовать определённым числом бойцов и продвинуться на более высокий уровень, выигрывая бои с вражескими армиями.
Во время военно-морских сражений игроки могут использовать три различных вида военных кораблей: шлюпы, фрегаты или линкоры.

## Политика
Игрок, кроме борьбы, может участвовать в сложной политике, заключать союзы, коалиции и начинать войну. Много различных видов зданий могут давать определённые преимущества для игрока. Исследования используются, чтобы развить новые типы войск, которые будут приняты на работу, для постройки различных зданий. Торговые маршруты могут приносить прибыль от торговли с другими нациями или внутренний торговли, причём прибыль от морских торговых путей существенно превышает прибыль от сухопутных.

## Тактика
В Imperial Glory главное оружие пехоты — мушкет, который понижает возможность вовлечь солдат в рукопашный бой (хотя, конечно, игрок может приказать, чтобы началась штыковая атака). Следовательно, тактика должна быть приспособлена к этой особенности. Игра предлагает различный масштаб войск для атак и защиты. С другой стороны, такой фундаментальный аспект сражения, как «мораль отряда», не присутствует вообще, что приводит к нереалистичности, так как поединки до последнего человека в то время происходили редко.

## Критика
| Сводный рейтинг | Сводный рейтинг |
| Агрегатор       | Оценка          |
| --------------- | --------------- |
| GameRankings    | 71,30 %         |

Imperial Glory была оценена как реалистичная игра с большим потенциалом, но не отточенная. Сайт GameSpy отметил, что самая большая проблема войск состоит в том, что у них нет показателя морали. Это означает, что солдаты в основном превращаются в бессмысленных и не очень умных автоматов.
Большинство рецензентов также прокомментировало трудности в управлении морскими сражениями. Сражения на суше были также раскритикованы как лишённые тактического разнообразия и вторичные, в которых для победы достаточно простого численного преимущества и лишь незначительных стратегических навыков.